# Rossana, Cuneo
Rossana là một đô thị tại tỉnh Cuneo trong vùng Piedmont của Italia, vị trí cách khoảng 60 km về phía tây nam của Torino và khoảng 20 km về phía tây bắc của Cuneo. Tại thời điểm ngày 31 tháng 12 năm 2004, đô thị này có dân số 950 người và diện tích 19,9 km².
Rossana giáp các đô thị: Busca, Costigliole Saluzzo, Piasco, Valmala và Venasca.